# Sasia
A Sasia a madarak (Aves) osztályának harkályalakúak (Piciformes) rendjébe, ezen belül a harkályfélék (Picidae) családjába tartozó nem. A legközelebbi rokonai a törpeharkályformák (Picumninae) alcsalád másik neme a Picumnus fajai.

## Tudnivalók
A Sasia-fajok előfordulási területe Dél- és Délkelet-Ázsia; kivételt képez a Sasia africana, mely afrikai elterjedésű; emiatt egyesek a monotipikus Verreauxia nembe helyezik, Verreauxia africana név alatt.

## Rendszerezés
A nembe az alábbi 3 faj tartozik:
- jávai bambuszharkály (Sasia abnormis) (Temminck, 1825)[2]
- Sasia africana J. Verreaux & E. Verreaux, 1855[3] - néha Verreauxia africana
- vietnámi bambuszharkály (Sasia ochracea) Hodgson, 1836[4] - típusfaj